# 12867 Joëloïc
12867 Joëloïc là một tiểu hành tinh vành đai chính với chu kỳ quỹ đạo là 1289.8777346 ngày (3.53 năm).
Nó được phát hiện ngày 1 tháng 6 năm 1998.